# Виротерапия
Виротерапия (Вирус — от лат. virus — яд; др.-греч. θεραπεία — лечение, оздоровление, лекарство) — один из видов биотерапии, при котором применяются онкотропные/онколитические вирусы. Одно из направлений онкологии.
Виротерапия мобилизует естественные защитные силы иммунной системы организма против клеток генетически модифицированных организмов и тканей, в том числе злокачественных клеток.
Кроме того, в нечувствительных опухолях вирус способен модулировать структуры опухолевых клеток, делая их иммуногенными. В результате вирус не только причиняет прямой ущерб раковым клеткам, но и включает в борьбу с опухолью собственную иммунную систему больного раком. В силу этого виротерапия является также методом активизации антигенспецифических механизмов иммунной защиты. Лучшие результаты достигнуты на ранних стадиях опухоли, применяя виротерапию перед и после радикальной операции для профилактики метастазов. Не стоит ожидать эффекта от виротерапии на поздних стадиях ракового процесса и после того, как возможности всех видов лечения исчерпаны. Виротерапия против чувствительных к соответствующим вирусам опухолей, подобно лучевой и химиотерапии, вызывает гибель опухолевых клеток (онколиз). Быстрее ликвидируются образующиеся в процессе виротерапии продукты распада клеток (при лучевой и химиотерапии этот процесс затягивается вследствие развивающейся при этих видах терапии иммуносупрессии).
Способы применения виротерапии — локальные и системные. Лучшие результаты виротерапии достигаются на ранних стадиях лечения опухоли, когда виротерапия применяется после радикальной операции – для профилактики метастазов и рецидивов. При соответствующем иммунном состоянии виротерапию можно применять в интервалах между курсами лучевой и химио- терапии, уменьшая эффект иммуносупрессии, вызванный применением этих методов лечения.

## История
С 1960 года в Институте микробиологии им. А. Кирхенштейна в СССР под руководством профессора А. Я. Муцениеце началось изучение энтеровирусов и их онкотропных, онколитических и иммуномодулирующих свойств. 
Начиная с 1980-х годов в среде ученых — онкологов окрепло убеждение, что иммунная защита против опухолей не срабатывает не потому, что у опухолей отсутствуют отличающиеся поверхностные антигены, но потому, что опухоль успешно избегает иммунного «надзора», подавляя (блокируя) направленные против неё иммунные реакции. Виротерапия чувствительных опухолей вследствие онкотропизма — вирусной инфекции раковых клеток — модулирует их поверхностные структуры, подвергая таким образом исключительно раковые клетки действию специфических цитотоксических иммунных механизмов.
В Латвии в 2004 году был зарегистрирован первый генетически немодифицированный энтеровирус Ригвир (RIGVIR) для лечения меланомы. Последнее опубликованное исследование показывает, что у пациентов меланомы, получавших Ригвир, шансов выжить было от 4.39 до 6.57 раз больше чем у тех, кто не получал никакой терапии.
В 2005 году в Китае был зарегистрирован генетически модифицированный аденовирус H101 (позже известный как Oncorine) для лечения злокачественных опухолей головы и шеи.  Нет данных об общей выживаемости, но есть данные о том, что краткосрочное реагирование при комбинации H101 с химиотерапией примерно в два раза больше, чем в случае использования одной химиотерапии. 
В октябре 2015 года Управление по контролю качества пищевых продуктов и лекарственных препаратов  США (Food and Drug Administration, FDA, USFDA) одобрило первый антираковый препарат Imlygic на основе вируса герпеса для лечения неоперабельной меланомы.  Медикамент не повлиял на общую выживаемость больных, но у 16,3% пациентов, использовавших Imlygic, наблюдалось уменьшение опухоли по сравнению с 2,1% участников, использовавших плацебо. 